# Cysta (stadium)

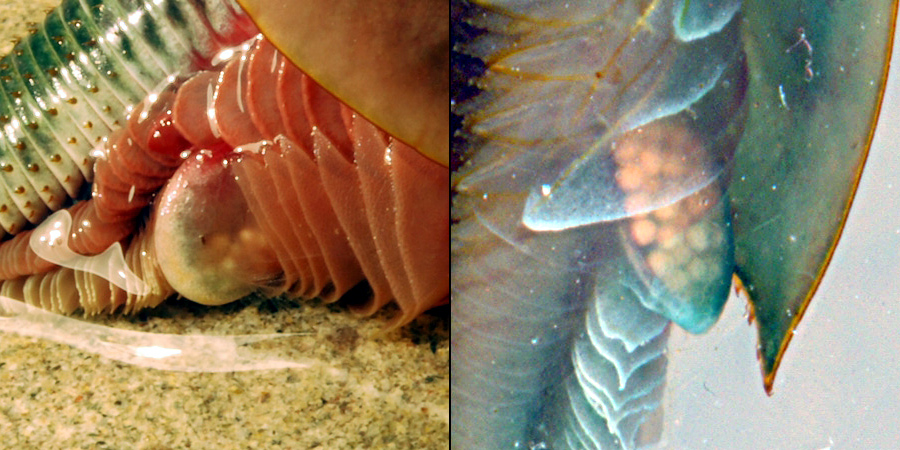
Váček s cystami u listonoha amerického (Triops longicaudatus)

Cysta je sexuální i asexuální stadium některých organismů, například prvoků, bakterií i např. určitých stadií motolic. Je obklopeno celistvým mimobuněčným obalem a bývá zpravidla klidovým stadiem, jímž daný organismus přečká nehostinné podmínky (nedostatek potravy, sucho). Tento proces přežívání je označován též jako kryptobióza.
Vznik cysty se označuje encystace, zánik excystace.

## Cysty prvoků
Cysty v protozoologii označují širší okruh struktur. Tímto termínem se totiž označují nejen klidová stadia, ale i některé potravní váčky, v nichž probíhá trávení, a také některá rozmnožovací stadia. Nicméně i v tomto oboru platí, že se cystami míní klidová stadia, která v nepříznivých podmínkách mohou přežít i více než patnáct let. Mohou být rozšiřována na nové lokality ptáky a jinými živočichy.
Stěny cyst prvoků jsou složeny zejména z chitinu, vzácněji celulózy či křemičitých struktur. Podnětem ke vzniku cyst je u prvoků například změna teploty, pH, nízké nebo vysoké množství kyslíku, příliš mnoho odpadních produktů či množství jedinců stejného druhu, málo či mnoho potravy apod. Cysty jako typická klidová stadia se vyskytují například u nálevníků.

## Cysty bakterií
Známými bakteriemi, které mají cysty, je rod Azotobacter. Jsou to klidová stadia obklopená ochranným pláštěm. Ten jim zaručuje přežití například při vystavení chemickým a fyzikálním stresům. Cysty rodu Azotobacter se skládají z alkylresorcinolů.